# Fredy Bareiro
Fredy José Bareiro Gamarra, mais conhecido como Fredy Bareiro (Itauguá, 27 de Março de 1982), é um futebolista paraguaio que atua como atacante. Atualmente, joga pelo Club Nacional do Paraguai.

## Carreira
Bareiro começou sua carreira no 12 de Octubre, antes de passar pelo Libertad do seu país natal. Ele jogou pela Seleção Paraguaia de Futebol nos Jogos Olímpicos de 2004, ajudando a equipe a conquistar a  medalha de prata, sendo o segundo melhor goleador do time, somente atrás de José Cardozo. Após as Olimpíadas, Bareiro transferiu-se para Saturn da Rússia e, em 2007, voltou para o Paraguai para jogar novamente no Libertad. Mais tarde, ele se transferiu para o México para jogar pelo León na Primera División de México, sendo o artilheiro da equipe.
Em 2008 ele se mudou para o Tecos, e em 2011 mudou-se para o Cerro Porteño, aonde ele marcou seu primeiro gol em 23 de fevereiro de 2011 contra o Atlético 3 de Febrero, em sua estreia.
No ano de 2012 Fredy foi contratado pelo Olimpia e, no ano seguinte, chegou a Final da Copa Libertadores da América. Antes do primeiro jogo da final, o contrato do jogador se encerrou e o clube teve que renovar o vínculo do jogador por mais duas semana para que ele pudesse disputar os dois jogos contra o Atlético Mineiro.

## Estatísticas
| Club                       | Temporada           | Liga  | Liga  | Copa Nac. | Copa Nac. | Copa Inter. | Copa Inter. | Total | Total |
| Club                       | Temporada           | Part. | Goles | Part.     | Goles     | Part.       | Goles       | Part. | Goles |
| -------------------------- | ------------------- | ----- | ----- | --------- | --------- | ----------- | ----------- | ----- | ----- |
| Estudiantes Tecos · México | 2008/09             | 26    | 7     | 3         | 0         | -           | -           | 29    | 7     |
| Estudiantes Tecos · México | 2009/10             | 26    | 12    | 4         | 2         | 2           | 1           | 32    | 15    |
| Estudiantes Tecos · México | 2010/11             | 14    | 1     | -         | -         | -           | -           | 14    | 1     |
| Estudiantes Tecos · México | 2011/12             | 11    | 4     | -         | -         | -           | -           | 11    | 4     |
| Estudiantes Tecos · México | Total               | 77    | 24    | 7         | 2         | 2           | 1           | 86    | 27    |
| Cerro Porteño · Paraguai   | 2011                | 37    | 15    | -         | -         | 8           | 0           | 45    | 15    |
| Cerro Porteño · Paraguai   | Total               | 37    | 15    | -         | -         | 8           | 0           | 45    | 15    |
| Olimpia · Paraguai         | 2012                | 21    | 8     | -         | -         | 3           | 0           | 20    | 4     |
| Olimpia · Paraguai         | 2013                | 12    | 5     | -         | -         | 14          | 5           | 24    | 9     |
| Olimpia · Paraguai         | Total               | 33    | 13    | -         | -         | 17          | 5           | 44    | 15    |
| Total en su carrera        | Total en su carrera | 147   | 52    | 7         | 2         | 27          | 6           | 181   | 60    |